# Kakan (sziget)
Kakan (másképpen Kamičac, olaszul: Cacan) egy lakatlan sziget az Adriai-tengerben, 
a Šibeniki-szigetcsoport része.

## Leírása
Kakan keletről Kaprije, nyugatról Žirje szigetei között fekszik, melyektől a Kaprijei- és a Žirjei-csatorna választja el. Hosszúsága 5,7 km, legnagyobb szélessége 1,1 km, területe 3,39 km². A sziget mészkőből épül fel, középső részén dombsor húzódik, melynek legmagasabb része a 112 méteres Kakan. Számos öble közül a legjelentősebbek a Nadprisliga, a Podprisliga, a Potkućina és a Tepli bok. Partvonala 14,3 km hosszú. Északi partja mentén található a Veli és a Mali Borovnjak-sziget, délkeleten a Veli és Mali Kamešnjak-sziget, északnyugati partja mentén pedig a Mala Mare zátony. A szigettől délnyugatra egy világítótorony található, amelynek névleges hatótávolsága 4 mérföld.
A növénytakaró fűből és alacsony cserjékből áll. A vörös földdel teli völgyeiben a közeli Kaprije szigetének lakói szőlőt és olajbogyót termesztenek. A turistaszezonban időlegesen lakott. Az északnyugati Tratica-öbölben kis étterem található. 1970 óta az ENSZ „Hetedik kontinens” projektjében a világ gyermekeinek városa.

## Fordítás
Ez a szócikk részben vagy egészben  a   Kakan című horvát Wikipédia-szócikk ezen változatának fordításán alapul.  Az eredeti cikk szerkesztőit annak laptörténete sorolja fel. Ez a jelzés csupán a megfogalmazás eredetét és a szerzői jogokat jelzi, nem szolgál a cikkben szereplő információk forrásmegjelöléseként.